# Rezultatele echipei naționale de fotbal a Moldovei (2010-prezent)
| · Rezultatele echipei naționale de fotbal a Moldovei                                             |
| ------------------------------------------------------------------------------------------------ |
| - 2010–prezent (Meciurile 141 →) - 2000–2009 (Meciurile 51 – 140) - 1991–1999 (Meciurile 1 – 50) |

Acestea sunt rezultatele echipei naționale de fotbal a Moldovei începând cu anul 2010:

## 2010
| 3 martie 2010Meci amical | Kazahstan | 0 – 1  | Republica Moldova | Antalya, Turcia                                                                  |  |
|                          |           | Raport | Epureanu          | Stadion: Stadionul Atatürk Spectatori: 500 Arbitru: Vladislav Bezborodov (Rusia) |  |

| 26 mai 2010Meci amical | Azerbaidjan  | 1 – 1  | Republica Moldova | Seekirchen, Austria                                                               |  |
|                        | Mammadov 21' | Raport | Cojocari 81'      | Stadion: Sportzentrum Seekirchen Spectatori: 200 Arbitru: Gerald Lehner (Austria) |  |

| 29 mai 2010Meci amical | Emiratele Arabe Unite             | 3 – 2  | Republica Moldova        | Anif, Austria                                                                      |  |
|                        | Jumaa 5' Al Shehhi 32' Khalil 89' | Raport | Țîgîrlaș 14' Bulgaru 80' | Stadion: Sportzentrum Anif Spectatori: 200 Arbitru: Robert Schörgenhofer (Austria) |  |

| 11 august 2010Meci amical | Republica Moldova | 0 – 0  | Georgia | Chișinău, Republica Moldova                                                    |  |
|                           |                   | Raport |         | Stadion: Stadionul Zimbru Spectatori: 5,000 Arbitru: Viktor Shvetsov (Ucraina) |  |

| 3 septembrie 2010Euro 2012 Qual. | Republica Moldova     | 2 – 0  | Finlanda | Chișinău, Republica Moldova                                                  |  |
|                                  | Suvorov 69' Doroș 74' | Raport |          | Stadion: Stadionul Zimbru Spectatori: 10,300 Arbitru: Robert Małek (Polonia) |  |

| 7 septembrie 2010Euro 2012 Qual. | Ungaria              | 2 – 1  | Republica Moldova | Budapesta, Ungaria                                                                |  |
|                                  | Rudolf 50' Koman 66' | Raport | Suvorov 79'       | Stadion: Stadionul Ferenc Szusza Spectatori: 9,209 Arbitru: Libor Kovařík (Cehia) |  |

| 8 octombrie 2010Euro 2012 Qual. | Republica Moldova | 0 – 1  | Țările de Jos | Chișinău, Republica Moldova                                                    |  |
|                                 |                   | Raport | Huntelaar 37' | Stadion: Stadionul Zimbru Spectatori: 10,500 Arbitru: Florian Meyer (Germania) |  |

| 12 octombrie 2010Euro 2012 Qual. | San Marino | 0 – 2  | Republica Moldova          | Serravalle, San Marino                                                            |  |
|                                  |            | Raport | Josan 20' Doroș 86' (pen.) | Stadion: Stadio Olimpico Spectatori: 714 Arbitru: Mark Courtney (Irlanda de Nord) |  |

## 2011
| 6 February 2011Meci amical | Republica Moldova | 0 – 1  | Polonia    | Vila Real de Santo António, Portugalia                                         |  |
|                            |                   | Raport | Plizga 15' | Stadion: Estádio Municipal Spectatori: 250 Arbitru: Ivo dos Anjos (Portugalia) |  |

| 9 February 2011Meci amical | Republica Moldova         | 2 – 1  | Andorra    | Lagos, Portugalia                                                             |  |
|                            | Picușceac 66' Bugaiov 90' | Raport | García 52' | Stadion: Estádio Municipal Spectatori: 100 Arbitru: Sérgio Lopes (Portugalia) |  |

| 29 martie 2011Euro 2012 Qual. | Suedia                 | 2 – 1  | Republica Moldova | Solna, Suedia                                                                |  |
|                               | Lustig 30' Larsson 82' | Raport | Suvorov 90'       | Stadion: Råsunda Stadium Spectatori: 25,544 Arbitru: Knut Kircher (Germania) |  |

| 3 iunie 2011Euro 2012 Qual. | Republica Moldova | 1 – 4  | Suedia                                    | Chișinău, Republica Moldova                                                   |  |
|                             | Bugaiov 61'       | Raport | Toivonen 11' Elmander 30', 58' Gerndt 88' | Stadion: Stadionul Zimbru Spectatori: 10,500 Arbitru: Andre Marriner (Anglia) |  |

| 10 august 2011Meci amical | Cipru                            | 3 – 2  | Republica Moldova           | Nicosia, Cipru                                                         |  |
|                           | Avraam 13', 52' Dobrašinović 89' | Raport | Suvorov 23' Ovseannicov 45' | Stadion: GSP Stadium Spectatori: 2,000 Arbitru: Milorad Mažić (Serbia) |  |

| 2 septembrie 2011Euro 2012 Qual. | Finlanda                                                 | 4 – 1  | Republica Moldova | Helsinki, Finlanda                                                             |  |
|                                  | Hämäläinen 11', 43' Forssell 52' (pen.) Armaș 71' (o.g.) | Raport | Alexeev 85'       | Stadion: Olympic Stadium Spectatori: 9,056 Arbitru: Anastassios Kakos (Grecia) |  |

| 6 septembrie 2011Euro 2012 Qual. | Republica Moldova | 0 – 2  | Ungaria               | Chișinău, Republica Moldova                                                |  |
|                                  |                   | Raport | Vanczák 7' Rudolf 83' | Stadion: Stadionul Zimbru Spectatori: 10,500 Arbitru: Ivan Bebek (Croația) |  |

| 7 octombrie 2011Euro 2012 Qual. | Țările de Jos | 1 – 0  | Republica Moldova | Rotterdam, Olanda                                                 |  |
|                                 | Huntelaar 40' | Raport |                   | Stadion: De Kuip Spectatori: 47,226 Arbitru: Matej Jug (Slovenia) |  |

| 11 octombrie 2011Euro 2012 Qual. | Republica Moldova                                       | 4 – 0  | San Marino | Chișinău, Republica Moldova                                                |  |
|                                  | Zmeu 30' Bacciocchi 61' (o.g.) Suvorov 66' Andronic 87' | Raport |            | Stadion: Stadionul Zimbru Spectatori: 6,534 Arbitru: Petur Reinert (Feroe) |  |

| 11 November 2011Meci amical | Georgia                              | 2 – 0  | Republica Moldova | Tbilisi, Georgia                                                                     |  |
|                             | Kobakhidze 36' Kobakhidze 39' (pen ) | Raport |                   | Stadion: Stadionul Miheil Meshi Spectatori: 4.000 Arbitru: Vüsal Oliyev (Azerbaijan) |  |

## 2012
| 29 februarie 2012Meci amical | Belarus | 0 – 0  | Republica Moldova | Antalya, Turcia                                                                      |  |
|                              |         | Raport |                   | Stadion: Mardan Sports Complex Spectatori: 100 Arbitru: Gediminas Mažeika (Lituania) |  |

| 23 mai 2012Meci amical | Venezuela                                  | 4 – 0  | Republica Moldova | Puerto Ordaz, Venezuela                                                           |  |
|                        | Seijas 45' Rondón 50', 73' Vizcarrondo 53' | Raport |                   | Stadion: Polideportivo Cachamay Spectatori: 20,000 Arbitru: Henry Gambetta (Peru) |  |

| 26 mai 2012Meci amical | El Salvador          | 2 – 0  | Republica Moldova | Dallas, USA                                                                 |  |
|                        | Bonilla 15' Alas 23' | Raport |                   | Stadion: Cotton Bowl Stadium Spectatori: 35,000 Arbitru: Paul Ward (Canada) |  |

| 15 august 2012Meci amical | Albania | 0 – 0  | Republica Moldova | Tirana, Albania                                                                 |  |
|                           |         | Raport |                   | Stadion: Qemal Stafa Stadium Spectatori: 8,000 Arbitru: Yunus Yıldırım (Turcia) |  |

| 7 septembrie 20122014 World Cup Qual. | Republica Moldova | 0 – 5  | Anglia                                                 | Chișinău, Republica Moldova                                                   |  |
|                                       |                   | Raport | Lampard 4' (pen.), 29' Defoe 32' Milner 74' Baines 83' | Stadion: Stadionul Zimbru Spectatori: 10,500 Arbitru: Pol van Boekel (Olanda) |  |

| 11 septembrie 20122014 World Cup Qual. | Polonia                                  | 2 – 0           | Republica Moldova | Wrocław, Polonia                                                            |  |
|                                        | Błaszczykowski 33' (pen.) Wawrzyniak 81' | Raport Raport 2 |                   | Stadion: Stadion Miejski Spectatori: 26,145 Arbitru: Ilias Spathas (Grecia) |  |

| 12 octombrie 20122014 World Cup Qual. | Republica Moldova | 0 – 0  | Ucraina | Chișinău, Republica Moldova                                                   |  |
|                                       |                   | Raport |         | Stadion: Stadionul Zimbru Spectatori: 12,500 Arbitru: Clément Turpin (Franța) |  |

| 16 octombrie 20122014 World Cup Qual. | San Marino | 0 – 2  | Republica Moldova            | Serravalle, San Marino                                                  |  |
|                                       |            | Raport | Dadu 72' (pen.) Epureanu 78' | Stadion: Stadio Olimpico Spectatori: 736 Arbitru: Marios Panayi (Cipru) |  |

## 2013
| 6 februarie 2013Meci amical | Kazahstan                         | 3 – 1           | Republica Moldova | Antalya, Turcia                                                                |  |
|                             | Dmitrenko 33' Dzholchiev 59', 90' | Raport Raport 2 | 86' Doroș         | Stadion: Mardan Sports Complex Spectatori: 100 Arbitru: Hüseyin Göçek (Turcia) |  |

| 22 martie 2013Calificări Campionatul Mondial 2014 | Republica Moldova | 0 – 1  | Muntenegru  | Chișinău, Republica Moldova                                                  |  |
| 21:30 UTC+3                                       |                   | Raport | Vučinić 78' | Stadion: Stadionul Zimbru Spectatori: 9.000 Arbitru: Daniele Orsato (Italia) |  |

| 26 martie 2013Calificări Campionatul Mondial 2014 | Ucraina                       | 2 – 1  | Republica Moldova | Odesa, Ucraina                                                                    |  |
| 21:00 UTC+2                                       | Yarmolenko 61' Khacheridi 70' | Raport | Suvorov 80'       | Stadion: Stadionul Cernomoreț Spectatori: 31.948 Arbitru: Kenn Hansen (Danemarca) |  |

| 7 iunie 2013Calificări Campionatul Mondial 2014 | Republica Moldova | 1 – 1 | Polonia           | Chișinău, Republica Moldova                                                     |  |
| 21:15 UTC+2                                     | Sidorenco 37'     |       | Błaszczykowski 7' | Stadion: Stadionul Zimbru Spectatori: 8 726 Arbitru: Fernando Teixeira Vitienes |  |

| 14 iunie 2013Meci amical | Republica Moldova  | 2 – 1 | Kârgâzstan     | Tiraspol, Republica Moldova                                           |  |
| 21:00 UTC+2              | Sidorenco 30', 78' |       | Kharchenko 58' | Stadion: Stadionul Sheriff Spectatori: 3 500 Arbitru: Oleksandr Derdo |  |

| 14 august 2013Meci amical | Republica Moldova | 1 – 1  | Andorra     | Chișinău, Republica Moldova                                                   |  |
| 21:00 UTC+2               | Dedov 42'         | Raport | Sonejee 16' | Stadion: Stadionul Zimbru Spectatori: 4 724 Arbitru: Yaroslav Kozyk (Ucraina) |  |

| 6 septembrie 2013Calificări Campionatul Mondial 2014 | Anglia                                     | 4 – 0  | Republica Moldova | Londra, Anglia                                                       |  |
| 20:00 BST                                            | Gerrard 12' Lambert 27' Welbeck 45+1', 50' | Raport |                   | Stadion: Stadionul Wembley Spectatori: 61 607 Arbitru: Ivan Kružliak |  |

| 11 septembrie 2013Calificări Campionatul Mondial 2014 | Republica Moldova             | 3 – 0  | San Marino | Chișinău, Republica Moldova                                                   |  |
| 19:00 UTC+2                                           | Frunză 55' Sidorenco 59', 89' | Raport |            | Stadion: Stadionul Zimbru Spectatori: 7348 Arbitru: Ignasi Villamayor Rozados |  |

| 15 octombrie 2013Calificări Campionatul Mondial 2014 | Muntenegru         | 2 – 5  | Republica Moldova                                    | Podgorica, Muntenegru                                                         |  |
| 22:00 UTC+2                                          | Jovetić 55', 90+1' | Raport | Antoniuc 28', 89' Armaș 62' Sidorenco 64' Ioniță 73' | Stadion: Stadionul Pod Goricom Spectatori: 5770 Arbitru: Robert Schörgenhofer |  |

| 18 noiembrie 2013Meci amical | Republica Moldova | 1 – 1           | Lituania    | Chișinău, Republica Moldova                                                   |  |
|                              | Ioniță 71'        | Raport Raport 2 | 40' Kalonas | Stadion: Stadionul Zimbru Spectatori: 4794 Arbitru: Alexandru Tudor (România) |  |

## 2014
| 15 ianuarie 2014Meci amical | Republica Moldova | 1 – 2             | Norvegia                   | Abu Dhabi, EAU                                                                  |  |
|                             | Posmac 29'        | Raport 1 Raport 2 | 45+2' Kamara 67' de Lanlay | Stadion: Stadionul Mohammed Bin Zayed Arbitru: Fahad Al Kassar Banihammad (EAU) |  |

| 17 ianuarie 2014Meci amical | Republica Moldova | 1 – 2           | Suedia              | Abu Dhabi, EAU                                                       |  |
|                             | Luvannor 45+1'    | Raport Raport 2 | 77', 86' Fejzullahu | Stadion: Stadionul Mohammed Bin Zayed Arbitru: Jameel Juma (Bahrain) |  |

| 20 ianuarie 2014Meci amical | Republica Moldova | 0 – 1           | Polonia    | Abu Dhabi, EAU                                                                    |  |
|                             |                   | Raport Raport 2 | 10' Brożek | Stadion: Stadionul Mohammed Bin Zayed Arbitru: Saleh Al Hathlool (Arabia Saudită) |  |

| 5 martie 2014Meci amical | Andorra | 0 – 3  | Republica Moldova              | Andorra la Vella, Andorra                                                   |  |
|                          |         | Raport | 13', 62' Epureanu 22' Luvannor | Stadion: Estadi Comunal d'Andorra la Vella Arbitru: Alan Mario Sant (Malta) |  |

| 24 mai 2014Meci amical | Arabia Saudită | 0 – 4                    | Republica Moldova                                    | Jerez de la Frontera, Spania                                               |  |
|                        |                | Raport Raport 2 Raport 3 | 9' Armaș 32' (pen.) Picușceac 34' Alexeev 53' Gațcan | Stadion: Estadio Municipal de Chapín Arbitru: Alejandro Hernández (Spania) |  |

| 27 mai 2014Meci amical | Republica Moldova | 1 – 1           | Canada       | Ritzing, Austria                                             |  |
|                        | Sidorenco 7'      | Raport Raport 2 | 10' Ricketts | Stadion: Stadion SVU Mauer Arbitru: Oliver Drachta (Austria) |  |

| 7 iunie 2014Meci amical | Camerun   | 1 – 0                      | Republica Moldova | Yaoundé, Camerun                                                                    |  |
|                         | Salli 30' | Raport Raport 2 Raport FMF |                   | Stadion: Stade Ahmadou Ahidjo Spectatori: 40000 Arbitru: Lazard Tsiba Kamba (Congo) |  |

| 3 septembrie 2014Meci amical | Ucraina   | 1 – 0  | Republica Moldova | Kiev, Ucraina                                                                         |  |
|                              | Bezus 63' | Raport |                   | Stadion: Stadionul Olimpic din Kiev Spectatori: 8500 Arbitru: Istvan Kovacs (România) |  |

| 8 septembrie 2014ECQ 2016 | Muntenegru                  | 2 – 0           | Republica Moldova | Podgorica, Muntenegru                                                              |  |
|                           | Vučinić 45+3' Tomašević 73' | Raport Raport 2 |                   | Stadion: Stadion Pod Goricom Spectatori: 8750 Arbitru: Alyaksey Kulbakow (Belarus) |  |

| 9 octombrie 2014ECQ 2016 | Republica Moldova | 1 – 2           | Austria                   | Chișinău, Republica Moldova                                                  |  |
|                          | Dedov 27' (pen)   | Raport Raport 2 | 11' (pen) Alaba 51' Janko | Stadion: Stadionul Zimbru Spectatori: 8500 Arbitru: Jorge Sousa (Portugalia) |  |

| 12 octombrie 2014ECQ 2016 | Rusia            | 1 – 1           | Republica Moldova | Moscova, Rusia                                                |  |
|                           | Dziuba 73' (pen) | Raport Raport 2 | 74' Epureanu      | Stadion: Otkrîtie Arena Arbitru: Kristinn Jakobsson (Islanda) |  |

| 15 noiembrie 2014ECQ 2016 | Republica Moldova | 0 – 1  | Liechtenstein | Chișinău, Republica Moldova                                                       |  |
|                           |                   | Raport | 74' Burgmeier | Stadion: Stadionul Zimbru Spectatori: 6843 Arbitru: Mattias Gestranius (Finlanda) |  |